# 原さくら
原 さくら（はら さくら、1992年2月12日 - ）は、日本の元AV女優（レズ専門）。

## 略歴
2018年8月、真性レズビアンのレズ専門AV女優としてデビュー。所属事務所はクルーズグループ。
2019年2月11日、同じ事務所の宮沢ちはると富永舞と共にアイドルユニット「@ふぇちる」を結成。AV女優によるフェチに特化したユニットで、原は美脚担当。
2019年5月以降は新作の発売はなく、7月には公式ツイッターのアカウントが削除され、正式発表はないがAV女優としての活動は休止しているとみられる。また、9月13日には「@ふぇちる」の解散が発表された。

## 人物
神奈川県出身。
趣味はスポーツ観戦、特技はバトントワリング・早口言葉。
初恋は専門学校に通っていた19歳の時で、相手は恋愛相談をしてきた女の子の友達。その友達が相談をしていた男と付き合うことになった事に嫉妬したことで自分は男性より女性が好きなんだと自覚した。
レズと自覚してから告白や相談をすることが出来なかったが、ある時に多くのレズが集まるイベントを知り参加。そこで意気投合した女性と初めて付き合った。その女性は甘えたがりで性欲が強く、セックスでは弄られることを拒み一方的に弄る人だった。付き合ったのはその女性だけとしている。
閉鎖的な世の中にあって将来的にレズである自分はどうすればいいのかと考えていた時に現在の所属事務所に出会い、AVに出演すれば自分の殻を破り思いや気持ちを吐き出せてスッキリするのではと思い、まずは1本レズビアン限定作品で出演することを決意。この出演で新たな世界を知り楽しめ、共演した女優たちが自分を受け入れてくれたことが嬉しくて出演を続けている。
オナニーは中学2年からしている。
3作品目でペニバンで処女を喪失。

## 出演作品

### アダルトDVD
2018年
- めっちゃ敏感レズビアンお姉さんAVデビュー（8月1日、ムーディーズ）共演:波多野結衣、阿部乃みく、大槻ひびき、椎名そら、宮崎あや
- 「舌が性器だと教えてくれた」 女の子しか愛せない。ガチレズ同士のAVデビュー。（8月25日、ダスッ!）共演:森末くるみ
- 大好きな人に処女を捧げたい… 向井藍に処女を奪われたい原さくら ガチ処女喪失ドキュメント（10月7日、ビビアン）共演:向井藍
- 倉多まおにレズテクで勝ったら1000万円 4人の挑戦者は倉多まおとレズりたい否ガチで犯す気満々のタチレズ素人女性たち!!（10月11日、ROCKET）※「S@KURA」名義 共演:倉多まお 他出演:ネルソン仁美、りさびっち、名森紗栄

2019年
- セクシーアイドルプロレスリング VOL.1（1月1日、SILVER BIRCH）共演:桜乃ゆいな
- 「やっぱりアナタしかいないの―。」 大喧嘩の後だから燃え上がる仲直りレズビアン（1月7日、マドンナ）共演:澤村レイコ
- 真性レズビアン原さくら&真性バイセクシャル阿部乃みく 本物同士の嘘偽りなしリアルレズセックス（1月19日、ゑびすさん）共演:阿部乃みく
- 美少女戦士セーラーセレーネ 狙われたセーラースーツ（1月25日、GIGA）共演:さとう愛理
- レズ痴漢×復讐レズバトル 電車でレズ痴漢にあったノンケ女子○生がレズ特訓をしてリベンジレズバトルに挑む!（2月7日、ROCKET）共演:野々宮みさと、小西まりえ
- 素人女性限定! ガチレズな原さくらと気持ちいいことしませんか? ドキドキ!初ナンパレズビアンSEX!（2月7日、ビビアン）共演:宮沢ちはる、熊宮由乃、葵千恵
- 33歳、本物人妻 我妻澪がレズ解禁 お相手はなんと真正レズビアンで男性経験ゼロの原さくら（3月7日、ビビアン）共演:我妻澪
- レズテクNO.1決定戦台本なしのイカセ合いバトル! DOCUMENT LESBIAN 2019 ガチレズセックス大乱交（5月7日、ビビアン）共演:美谷朱里、塚田詩織、小西まりえ、あおいれな、神納花、星奈あい
- 「女性はカラダのどの部位を舐められると最も感じるのか?」をSOD女子社員同士が真面目に検証した結果 柔らかな舌先で性感を高めあい快感が倍増、2分間で平均10回以上持続的オーガズム! SOD性科学ラボ レポート10（5月9日、SODクリエイト）※「原島さくら」名義 共演:国光紗世、伊藤綾乃 他出演:馬場嗣美、東水咲

### イメージDVD
- 地方局お天気キャスター 着エロデビュー（2018年12月21日、スパイスビジュアル）※「貴島かな」名義

## 出演

### テレビ
- 阿部乃ちゃんねる #55（2019年4月2日、エンタ!959）

### ネット
- 氏神一番のこれしかない!（2019年3月18日、FRESH LIVE）

## 雑誌
- 週刊アサヒ芸能 2019年3月14日号（徳間書店） - インタビュー